# Inês Sousa Real
Paula Inês Alves de Sousa Real (Lisboa, Alcântara, 6 de junho de 1980) é uma jurista e deputada portuguesa. Atualmente é a única representante do Pessoas-Animais-Natureza (PAN) na Assembleia da República, após este partido ter, nas eleições legislativas de 2022, perdido três dos quatro deputados que tinha conseguido eleger nas eleições anteriores. No VIII Congresso do PAN, a 6 de junho de 2021, foi eleita porta-voz do partido, tornando-se, assim, a 5.ª mulher a assumir este tipo de cargo na história da democracia portuguesa.

## Biografia
Inês de Sousa Real nasceu em Lisboa, na freguesia de Alcântara. Frequentou o Colégio de São João de Brito. Licenciada em Direito pela Universidade Autónoma de Lisboa, reúne pós-graduações em Ciências Jurídico-políticas e Contencioso Administrativo.
Mestre em Direito Animal e Sociedade, pela Universidade Autónoma de Barcelona, área de especialização em que se viria a destacar pessoal e profissionalmente. Em 2018 integrou o corpo docente do Mestrado em Direito Animal e Sociedade da Universidade Autónoma de Barcelona.
Profissionalmente, atuou como figurante nos Morangos com Açucar enquanto estudava na faculdade para ajudar a pagar as propinas, exerceu funções de jurista na Câmara Municipal de Sintra desde 2006 e foi Coordenadora dos Serviços Administrativos e de Atendimento do Julgado de Paz de Sintra, tendo exercido funções como Chefe da Divisão de Execuções Fiscais e Contraordenações de abril de 2015 até 26 de outubro de 2019.
Em setembro de 2013 fundou a Jus Animalium – Associação de Direito Animal, integrando a sua comissão diretiva.
Em 2014 foi convidada para assumir funções como Provedora Municipal dos Animais de Lisboa, atividade que exerceu até março de 2017. Pela dedicação que empregou à função, em regime de voluntariado, foi-lhe atribuído um louvor por parte da Assembleia Municipal de Lisboa.
Tem integrado a Comissão Organizadora e o corpo docente das várias edições do curso de Direito Animal na Faculdade de Direito da Universidade de Lisboa, bem como o corpo docente do Curso Animais e Sociedade no Instituto de Ciências Sociais, Universidade de Lisboa.
Inês de Sousa Real é solteira, vegetariana e faz parte da sua família um gato e uma cadela. Sempre gostou de música e dança, tendo praticado ballet até à adolescência, e desde cedo dedicou-se às causas humanitárias através do voluntariado. É colunista do Jornal Económico.

## Percurso político
Ingressou no PAN em 2011, ano em que assumiu funções como Presidente do Conselho de Jurisdição Nacional do partido, cargo no qual se manteve até 2013. Foi candidata às Eleições Autárquicas de 2017, nas quais foi eleita deputada municipal na Assembleia Municipal de Lisboa.
Nas Eleições Legislativas de 2019, foi eleita à Assembleia da República pelo círculo de Lisboa, passando a integrar o Grupo Parlamentar do PAN enquanto líder parlamentar, papel que desempenhou até junho de 2021, quando, no decorrer do VIII Congresso do partido, foi eleita porta-voz.
Integra a Comissão Política Nacional e Permanente do PAN.
Em novembro de 2021, foi revelado que detinha, por si ou por via de familiares diretos, quotas em empresas agrícolas, sediadas em Oeiras e no Montijo, que utilizam estufas e praticam agricultura intensiva, contrariamente ao defendido pelo programa do PAN, tendo sido sócia-gerente de uma das empresas até 2019, em acumulação ilegal, entre 2012 e 2013, com as funções de técnica superior jurista na Câmara Municipal de Sintra. Omitiu também, no registo de interesses da Assembleia da República e na declaração de interesses submetida junto do Tribunal Constitucional, a propriedade de uma empresa de mediação imobiliária detida pelo marido. Apesar de sucessivos apelos à sua demissão do cargo de porta-voz do PAN, por parte da Confederação dos Agricultores de Portugal e do antigo porta-voz do PAN, André Silva, recusou demitir-se do cargo, mesmo após a redução de votos e deputados do PAN nas eleições legislativas de 2022, em que o partido teve apenas 1,64% dos votos, contra 3,32% em 2019, e apenas elegeu Inês Sousa Real pelo círculo de Lisboa, perdendo o grupo parlamentar de quatro deputados eleitos em 2019.
Em fevereiro de 2022, o Tribunal Constitucional rejeitou as alterações aos estatutos aprovadas no VIII Congresso do PAN, no qual foi eleita porta-voz, e que previam a suspensão preventiva de qualquer militante do PAN com base em conceitos vagos, como estando em causa a unidade, o prestígio ou o bom nome do partido, tendo ainda o Tribunal Constitucional determinado que eventuais correções às irregularidades rejeitadas não poderiam ser feitas apenas pela porta-voz do partido, conforme pretendia Inês Sousa Real, mas sim em congresso. Em resposta, Inês Sousa Real defendeu que cabe aos militantes do partido decidir se o congresso será meramente estatutário ou também eletivo de uma nova liderança do PAN, recusando novamente demitir-se e denunciando uma "minoria ruidosa" que põe em causa a sua liderança, assim como "campanhas de desinformação" por parte da Confederação dos Agricultores de Portugal e dos interesses que esta representa.

## Resultados eleitorais

### Eleições legislativas
| Data | Partido | Partido | Circulo eleitoral | Posição    | Cl.    | Votos         | %             | +/-    | Status           | Notas |
| ---- | ------- | ------- | ----------------- | ---------- | ------ | ------------- | ------------- | ------ | ---------------- | ----- |
| 2011 |         | PAN     | Europa            | 1.º (em 2) | 6.º    | 192           | 1,07 / 100,00 |        | Não eleita       |       |
| 2019 | Lisboa  | PAN     | 2.º (em 48)       | 5.º        | 48 536 | 4,41 / 100,00 |               | Eleita |                  |       |
| 2022 | Lisboa  | PAN     | 1.º (em 48)       | 8.º        | 23 577 | 1,99 / 100,00 | 2,42          | Eleita | Porta-Voz do PAN |       |
| 2024 | Lisboa  | PAN     | 1.º (em 48)       | 8.º        | 32 824 | 2,49 / 100,00 | 0,50          | Eleita | Porta-Voz do PAN |       |

### Eleições autárquicas

#### Câmara Municipal
| Data | Partido | Partido | Concelho | Posição     | Cl. | Votos | %             | Status     | Notas |
| ---- | ------- | ------- | -------- | ----------- | --- | ----- | ------------- | ---------- | ----- |
| 2017 |         | PAN     | Lisboa   | 1.º (em 17) | 6.º | 7 658 | 3,03 / 100,00 | Não eleita |       |

#### Assembleia Municipal
| Data | Partido     | Partido | Concelho | Posição     | Cl.   | Votos         | %             | Status | Notas |
| ---- | ----------- | ------- | -------- | ----------- | ----- | ------------- | ------------- | ------ | ----- |
| 2017 |             | PAN     | Lisboa   | 1.º (em 51) | 6.º   | 10 811        | 4,28 / 100,00 | Eleita |       |
| 2021 | 8.º (em 51) | PAN     | Lisboa   | 7.º         | 8 566 | 3,53 / 100,00 | Não eleita    |        |       |

## Publicações
- “Ser ou não ser, eis a questão: Breve notas sobre o reconhecimento do estatuto jurídico dos animais”, APEIRON - Revista Filosófica dos Alunos da Universidade do Minho / Student Journal of Philosophy (Portugal): Nr. 8 - Filosofia, Ética e Direitos dos Animais
- “Domesticação, Desnaturação e Renaturação”, Ética Aplicada: Animais, obra coordenada pela Prof. Dra. Maria do Céu Patrão Neves e Prof. Dr. Fernando Araújo, das Edições 70, da Editora Almedina
- No prelo: “Animais: maus tratos a animais e link para a violência contra pessoas”